# يوهان هينريتش كيلر
يوهان هينريتش كيلر هو رسام هولندي، ولد في 1692 في زيورخ في سويسرا، وتوفي في 1765 في لاهاي في هولندا.